# Sampobien
Sampobien est une commune rurale située dans le département de Sidéradougou de la province de Comoé dans la région des Cascades à l'extrême sud-ouest du Burkina Faso et au sud de Bobo-Dioulasso.

## Géographie
Le village de Sampobien est subdivisé en hameaux de culture.
La vue satellite de Google Earth (Sideradougou, agglomération à plan orthogonal de faible densité sur la Route N 11, à 50 km au sud de Bobo-Dioulasso), montre un finage à parcelles différenciées alternant quelques plantations arborées assez denses - identifiables à la disposition en semis orthogonal des frondaisons - représentative d'une irrigation active, et savane faiblement arborée dominante, spécifique du climat tropical de la région où subsiste cependant les forêts classées, denses le long des cours d'eau (forêt-galerie) du Boulon et de Dida à l'extrême sud du département.
Du point de vue climatique, le village de Sampobien est situé dans une zone recevant plus de 500 mm de pluie par an, sous réserve des variations annuelles.

## Équipements
Noté comme manquant au répertoire départemental, ce village de 1 727 hab en 2003 ne semble pas commodément relié par le réseau routier. Seule la route N 11 traverse ce département de 80 km dans sa plus grande extension (N-E/S-W) et de 50 km dans son extension la plus réduite et aucune voie ferroviaire n'y apparaît. A l'est, se trouve l'aéroport de Gaoua, et à l'ouest, sur la route N7, la station de ravitaillement en hydrocarbures la plus proche est à Banfora, chef-lieu du département de Banforaà plus de 50 km.
Aucune école primaire privée n'y est répertoriée au titre de Sampobien.
La croix-rouge burkinabé et la croix-rouge de Belgique se sont associées pour équiper le village et plus précisément Sokoura, un hameau de culture de deux milliers d'habitants relevant du village de Sampobien, d'une pompe à motricité humaine (PMH) pour le puisage de l'eau  dans le cadre des activités de la phase II du projet intégré de santé communautaire de Mangodara. Ce point de départ a incité les habitants à contribuer eux-mêmes à la construction de deux autres forages à leurs propres frais,.
Dans le cadre de ce projet le village devait également, en 2012, bénéficier  de l'implantation de centres de formation sanitaire à l'horizon 2021. En ce qui concerne les infirmiers, la norme OMS est de 1 infirmier pour 5000 habitants. La situation des effectifs en 2010 au niveau des districts montre que le district de Mangodara, dont fait partie Sampobien, est au-delà du ratio 1 infirmier pour 5000 habitants.